# انگلیسی ولزی
انگلیسی ولزی (به انگلیسی: Welsh English) یکی از گویش‌های انگلیسی است که توسط مردم ولز سخن گفته می‌شود. این گویش به طرز قابل ملاحظه‌ای تحت تأثیر دستور زبان و واژگان زبان ولزی قرار گرفته و لهجه‌های گوناگونی از این گویش در سراسر ولز یافت می‌شوند که مهم‌ترین آن‌ها لهجهٔ کاردیفی است. در انگلیسی ولزی و بریتانیایی صدای /r/ در صورتی که قبل از یک حرف صدادار قرار گیرد و حرف بعدی آن صدادار نباشد، تلفظ «ر» به صورت غیر روتیک بوده و تلفظ نمی‌شود.

## ادبیات انگلیسی-ولزی
«ادبیات انگلیسی-ولزی» و «نوشتن ولزی به زبان انگلیسی» اصطلاحاتی هستند که برای توصیف آثار نوشته شده به زبان انگلیسی توسط نویسندگان ولزی استفاده می‌شوند. تنها از قرن بیستم به عنوان یک موجودیت متمایز شناخته شده‌است. نیاز به هویت جداگانه برای این نوع نوشتار به دلیل توسعه موازی ادبیات مدرن ولزی زبان بوجود آمد. به این ترتیب، شاید جوانترین شاخه ادبیات انگلیسی زبان در جزایر بریتانیا باشد.